# Taeromys
Genre
Taeromys est un genre de rongeurs de la sous-famille des Murinés, endémique de l'île de Célèbes en Indonésie.

## Liste des espèces
Ce genre comprend les espèces suivantes :
- Taeromys arcuatus (Tate & Archbold, 1935)
- Taeromys callitrichus (Jentink, 1878)
- Taeromys celebensis (Gray, 1867)
- Taeromys hamatus (Miller & Hollister, 1921)
- Taeromys microbullatus (Tate & Archbold, 1935)
- Taeromys punicans (Miller & Hollister, 1921)
- Taeromys taerae (Sody, 1932)